# 现任中国人民政治协商会议安徽省地级行政区委员会主席列表

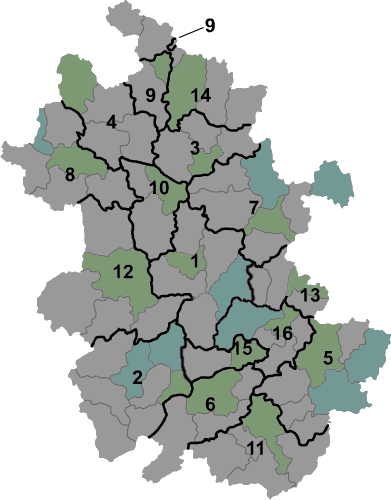
以安徽省地級行政區來劃分，
具體請見：「安徽省」條目，
「行政區劃」章節

本列表列出中华人民共和国安徽省16个地级行政区中国人民政治协商会议地方委员会的现任主席。根据2004年修订的《中国人民政治协商会议章程》规定，省、自治区、直辖市设中国人民政治协商会议的省、自治区、直辖市委员会；自治州、设区的市、县、自治县、不设区的市和市辖区，凡有条件的地方，均可设立中国人民政治协商会议各该地方的地方委员会。中国人民政治协商会议各级地方委员会设主席，副主席若干人和秘书长，中国人民政治协商会议各级地方委员会的主席主持常务委员会的工作。
现任地级行政区政协委员会主席中，有1位是女性，即中国人民政治协商会议黄山市委员会主席路海燕；最早任职的是中国人民政治协商会议亳州市委员会主席汤涌，自2017年1月11日起任职，迄今8年2个月；最近任职的是中国人民政治协商会议宣城市委员会主席吴爱国，自2022年6月25日起任职，迄今2年8个月。

## 地级市政协委员会主席
| 地级市政协委员会                   | 政协委员会主席 | 上任日期 （任职时间）      | 出生年月            | 信息源        |
| ---------------------------------- | -------------- | -------------------------- | ------------------- | ------------- |
| 中国人民政治协商会议合肥市委员会   | 韩冰           | 2018年1月13日 （7年2个月） | 1963年11月 （61歲） | [ 2 ]         |
| 中国人民政治协商会议芜湖市委员会   | 张东           | 2025年1月15日 （1个月）    | 1967年11月 （57歲） | [ 3 ]         |
| 中国人民政治协商会议蚌埠市委员会   | 杨森           | 2018年1月8日 （7年2个月）  | 1963年7月 （61歲）  | [ 4 ]         |
| 中国人民政治协商会议淮南市委员会   | 蔡宜骅         | 2018年1月7日 （7年2个月）  | 1966年5月 （58歲）  | [ 5 ]         |
| 中国人民政治协商会议马鞍山市委员会 | 吴桂林         | 2021年1月14日 （4年2个月） | 1963年10月 （61歲） | [ 6 ]         |
| 中国人民政治协商会议淮北市委员会   | 钱界殊         | 2022年1月13日 （3年2个月） | 1967年8月 （57歲）  | [ 7 ]         |
| 中国人民政治协商会议铜陵市委员会   | 刘亚东         | 2022年1月25日 （3年1个月） | 1964年10月 （60歲） | [ 8 ]         |
| 中国人民政治协商会议安庆市委员会   | 章松           | 2018年1月7日 （7年2个月）  | 1963年2月 （62歲）  | [ 9 ]         |
| 中国人民政治协商会议黄山市委员会   | 路海燕 （女）  | 2018年1月7日 （7年2个月）  | 1962年6月 （62歲）  | [ 10 ]        |
| 中国人民政治协商会议滁州市委员会   | 孙军           | 2025年1月14日 （2个月）    | 1970年4月 （54歲）  | [ 11 ]        |
| 中国人民政治协商会议阜阳市委员会   | 李志伟         | 2017年2月8日 （8年1个月）  | 1962年11月 （62歲） | [ 12 ]        |
| 中国人民政治协商会议宿州市委员会   | 许广斌         | 2018年1月12日 （7年2个月） | 1962年6月 （62歲）  | [ 13 ]        |
| 中国人民政治协商会议六安市委员会   | 陈家本         | 2021年2月5日 （4年1个月）  | 1963年2月 （62歲）  | [ 14 ] [ 15 ] |
| 中国人民政治协商会议亳州市委员会   | 汤涌           | 2017年1月11日 （8年2个月） | 1966年10月 （58歲） | [ 16 ]        |
| 中国人民政治协商会议池州市委员会   | 席峰           | 2025年1月4日 （2个月）     | 1967年9月 （57歲）  | [ 17 ]        |
| 中国人民政治协商会议宣城市委员会   | 吴爱国         | 2022年6月25日 （2年8个月） | 1965年8月 （59歲）  | [ 18 ]        |